# Gouvernement Farini
Royaume d'Italie
Rattazzi I Minghetti I
Le gouvernement Farini (Governo Farini, en italien) est le gouvernement du royaume d'Italie entre le 8 décembre 1862 et le 24 mars 1863, durant la VIIIe législature.

## Composition
Composition du gouvernement
- Droite historique

### Président du conseil des ministres
Luigi Carlo Farini

### Listes des ministres
- Ministre des affaires étrangères : Giuseppe Pasolini
- Ministre de l'agriculture, de l'industrie et du commerce : Giovanni Manna
- Ministre des finances : Marco Minghetti
- Ministre de la justice : Giuseppe Pisanelli
- Ministre de la guerre : Alessandro Della Rovere
- Ministre de l'intérieur : Ubaldino Peruzzi
- Ministre du travail public : Luigi Federico Menabrea
- Ministre de la marine :
  - Giovanni Ricci jusqu'au 22 janvier 1863
  - Luigi Federico Menabrea (intérim du  22 janvier au 25 janvier 1863)
  - Orazio Di Negro après le 25 janvier 1863
- Ministre de l'instruction publique : Michele Amari